# Dustin Kensrue
Dustin Michael Kensrue (Irvine, California, 18 de noviembre de 1980) es el vocalista, letrista y guitarrista del cuarteto de post-hardcore Thrice.
Tiene un tatuaje en su muñeca izquierda, que es un pasaje de la Biblia escrita en hebreo. Muchas de sus letras también son basadas en la Biblia, un ejemplo es el pre-coro en la canción de Vheissu, For Miles. Este ejemplo de letras repartidas a lo largo de sus obras, tanto en Thrice, en solitario y en sus obras que gracias a esto ha ganado un éxito inolvidable. Dustin también ha diseñado la portada del álbum para las dos partes de The Alchemy Index.
Dustin también agregó la voz en la canción The Contender en el álbum Pierce the Empire With a Sound por el acto experimental de la banda The Out Circuit.
Su hermano menor, Chase Kensrue, toca la guitarra y el piano para la banda de rock Eye Alaska.

## Discografía

### Thrice
- 2001: Identity Crisis
- 2002: The Illusion of Safety
- 2003: The Artist in the Ambulance
- 2005: Vheissu
- 2007: The Alchemy Index Vols. I & II
- 2008: The Alchemy Index Vols. III & IV
- 2009: Beggars
- 2012: Major/Minor
- 2016: To Be Everywhere Is to Be Nowhere
- 2018: Palms
- 2021: Horizons / East

### Solista
- 2007: Please Come Home
- 2008: This Good Night Is Still Everywhere[1]
- 2013: The Water & The Blood
- 2015: Carry the Fire

## Equipo de música
- Guitarras: Gibson
- Amplificadores: Line 6